# Diocèse de Gualeguaychú
Le diocèse de Gualeguaychú (en latin : Dioecesis Gualeguaychensis ; en espagnol : Diócesis de Gualeguaychú) est un diocèse de l'Église catholique en Argentine, suffragant de l'archidiocèse de Paraná.

## Territoire
Il comprend six départements de la province d'Entre Ríos : Gualeguay, Gualeguaychú, Islas del Ibicuy, Tala, Uruguay et Victoria ce qui représente un territoire d'une superficie de 33 887 km2 divisé en 36 paroisses.
Le siège épiscopal est dans la ville de Gualeguaychú où se trouve la cathédrale Saint-Joseph. La basilique de l'Immaculée Conception (es) à Concepción del Uruguay est reconnue comme monument historique national par le gouvernement argentin en 1942. La tombe de Justo José de Urquiza, 1er président de la Confédération argentine, se trouve à l'intérieur du bâtiment.

## Historique
Le diocèse est érigé le 11 février 1957 par la constitution apostolique Quandoquidem adoranda du pape Pie XII en prenant une partie du territoire de l'archidiocèse de Paraná dont Gualeguaychú devient suffragant.
Par la lettre apostolique Quae recens du 30 novembre 1957, Pie XII confirme que la Vierge Marie, honorée sous le vocable de Notre-Dame du Rosaire, ainsi que saint Joseph sont les patrons principaux du diocèse.

## Évêques
- Jorge Ramón Chalup (13 mars 1957 - 11 juillet 1966)
- Pedro Boxler (25 avril 1967 - 5 décembre 1996)
- Luis Guillermo Eichhorn (5 décembre 1996 - 30 novembre 2004), nommé évêque de Morón
- Jorge Eduardo Lozano (22 décembre 2005 - 31 août 2016), nommé archevêque coadjuteur de San Juan de Cuyo
- Héctor Luis Zordán, M.SS.CC, depuis le 28 mars 2017